# Monastère de Rudi
Le monastère de Rudi (Rughi) (roumain : Mănăstirea Rudi) est un monastère à Rudi, en Moldavie. Il a été créé en Moldavie, en 1777,. Le monastère est situé à 170 kilomètres de Chișinău.

## Galerie

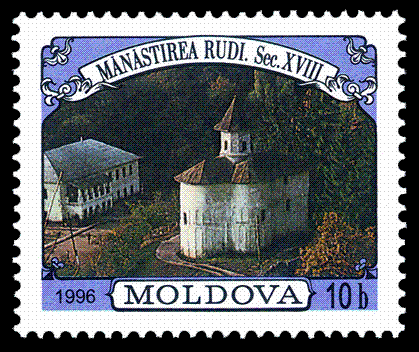
Timbre de 1996
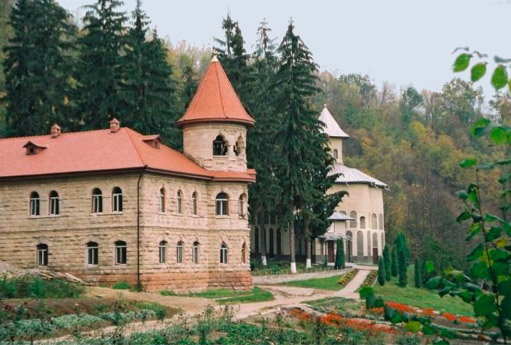
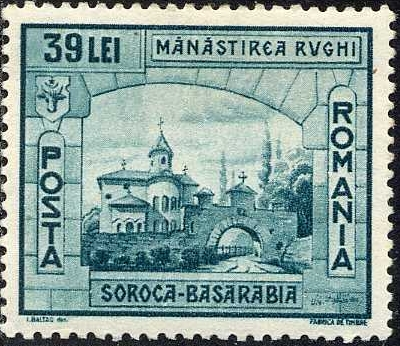
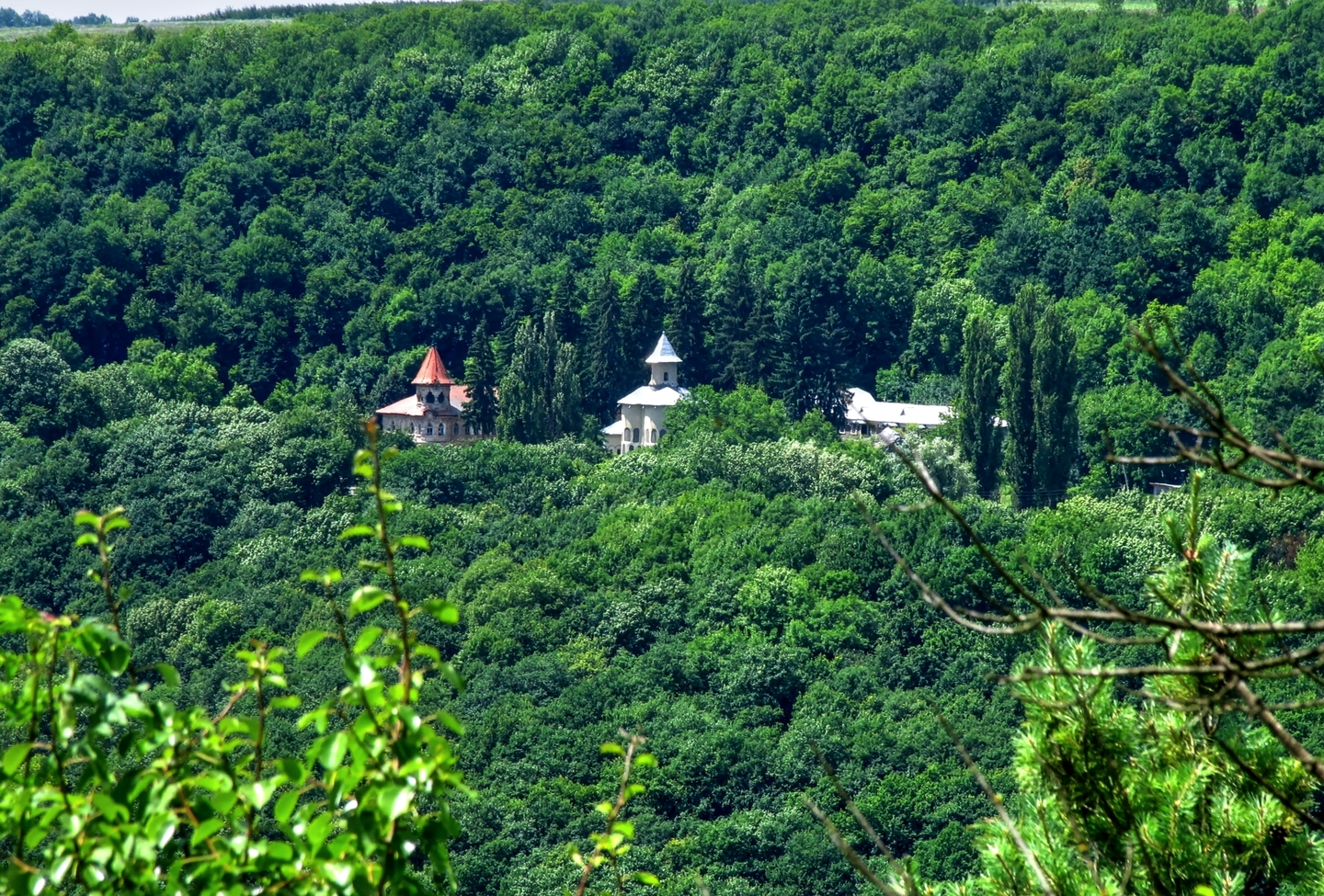